# زياد زعتر
زياد زعتر ، ممثل مصري شارك في العديد من الأعمال في السينما المصرية و الدراما التلفزيونية
طبيب أسنان وممثل مصري درس في مركز الابداع الفني و شارك مع المخرج خالد جلال الكثير من العروض المسرحية أشهرهم عرض «سينما مصر» في دور إستفان روستي وشارك بالجزء الثاني من مسلسل الاختيار 2 (مسلسل) «رجال الظل» رمضان ٢٠٢١.

## عن حياته
ممثل مصري ولد في محافظة الشرقية تخرج من كلية طب الفم والأسنان جامعه المستقبل بدا مشاورة الفني في مسرح الجامعة ثم التحق بمركز الابداع الفني بدار الاوبرا المصرية تحت اشراف المخرج خالد جلال.

## من أعماله

### الأفلام والمسلسلات
- اسعاف يونس (2020)[2]
- الاختيار2 (2021)
- الفرح فرحنا (2022)
- اللعبة (مسلسل)
- المتهمة (مسلسل)
- الدعوة عامة (فيلم)
- نصي التاني (مسلسل)

### المسرح
- مسرحية حلم ليلة صيف (2010-2015-2017)
- روميو وجوليت (2012)
- المفتش العام (2018)
- الزائر (2017)
- سينما مصر (2019)
- سلام مربع بطولة الفنان محمد هنيدي (2021)